# Fritz Lang
Friedrich Christian Anton Lang, známý jako Fritz Lang (5. prosince 1890 – 2. srpna 1976) byl rakouský a později americký filmový režisér, scenárista a příležitostně také producent a herec. Mezi jeho nejvýznamnější filmy patří Metropolis (1927) (finančně nejnákladnější němý film vůbec) a snímek Vrah mezi námi (1931) (ikonický předchůdce filmového žánru noir), které natočil ještě před svojí emigrací do Spojených států. Lang ztělesňoval stereotyp tyranského filmového režiséra, se kterým bylo náročné spolupracovat.

## Život

### Raná léta
Narodil se ve Vídni jako druhý syn architekta Antona Langa (1860–1940). Langovi rodiče byli římskokatolického vyznání a původem byli z Moravy. Matka otce pocházela z obce Žišpachy. Jeho matka Paula Langová (1864–1920) se narodila v Brně jako Židovka, ale konvertovala ke katolicismu, když bylo Fritzovi 10 let. Lang nikdy neprojevoval zájem o svůj židovský původ a sám sebe identifikoval jako katolíka. Přestože nebyl příliš zbožný věřící, pravidelně používal katolických motivů a témat ve svých filmech. V roce 1910, ve svých 20 letech, opustil Vídeň a vydal se do světa. Cestoval po Evropě, Africe i Asii. Po vypuknutí první světové války se Lang navrátil do Vídně a přihlásil se jako dobrovolník do rakouské armády. Bojoval mimo jiné v Rusku, kde utržil několik válečných zranění. V roce 1916, zatímco se zotavoval ze svých zranění, napsal své první scénáře a náměty pro filmy. V roce 1918 byl z armády propuštěn s hodností nadporučíka, načež ho jako scenáristu zaměstnal německý filmový producent Erich Pommer.

### Výmarská kariéra (1918–1933)
Jeho scenáristická práce ovšem neměla dlouhého trvání, protože krátce nato začal Lang pracovat pro filmové studio UFA jako režisér. Bylo to zrovna v době, kdy se utvářelo expresionistické hnutí, jehož byl významným představitelem. V roce 1920 potkal svojí budoucí ženu, spisovatelku a herečku Theu von Harbou, se kterou společně napsali scénáře ke všem Langovým filmům mezi léty 1921 a 1933, což zahrnuje takové klasiky němé éry jako Doktor Mabuse, dobrodruh (1922), první část trilogie o Dr. Mabusovi, dále výpravný dvoudílný velkofilm Nibelungové (1924), slavný Metropolis (1927), nebo snímek Vrah mezi námi (1931), Langův první zvukový film. Jeho posledním německým filmem tohoto období byl snímek Závěť doktora Mabuse (1933), když v roce 1933 přišel k moci Adolf Hitler, nový režim film zakázal z důvodu podněcování nepokojů. Snímek je opravdu někdy označován jako anti-nacistický, kvůli tomu, že Lang použil některé fráze používané nacisty a vložil je do úst hlavní postavě, šíleného Dr. Mabuseho. Lang byl znepokojen nástupem nacistického režimu, částečně kvůli svému židovskému původu. Podle norimberských zákonů byl totiž Lang Židem, přestože jeho matka konvertovala ke křesťanství a on sám byl vychováván jako křesťan. Jeho žena a spoluscenáristka jeho filmů Thea von Harbou byla navíc vášnivou sympatizantkou nacistů, již od roku 1932 členkou NSDAP.

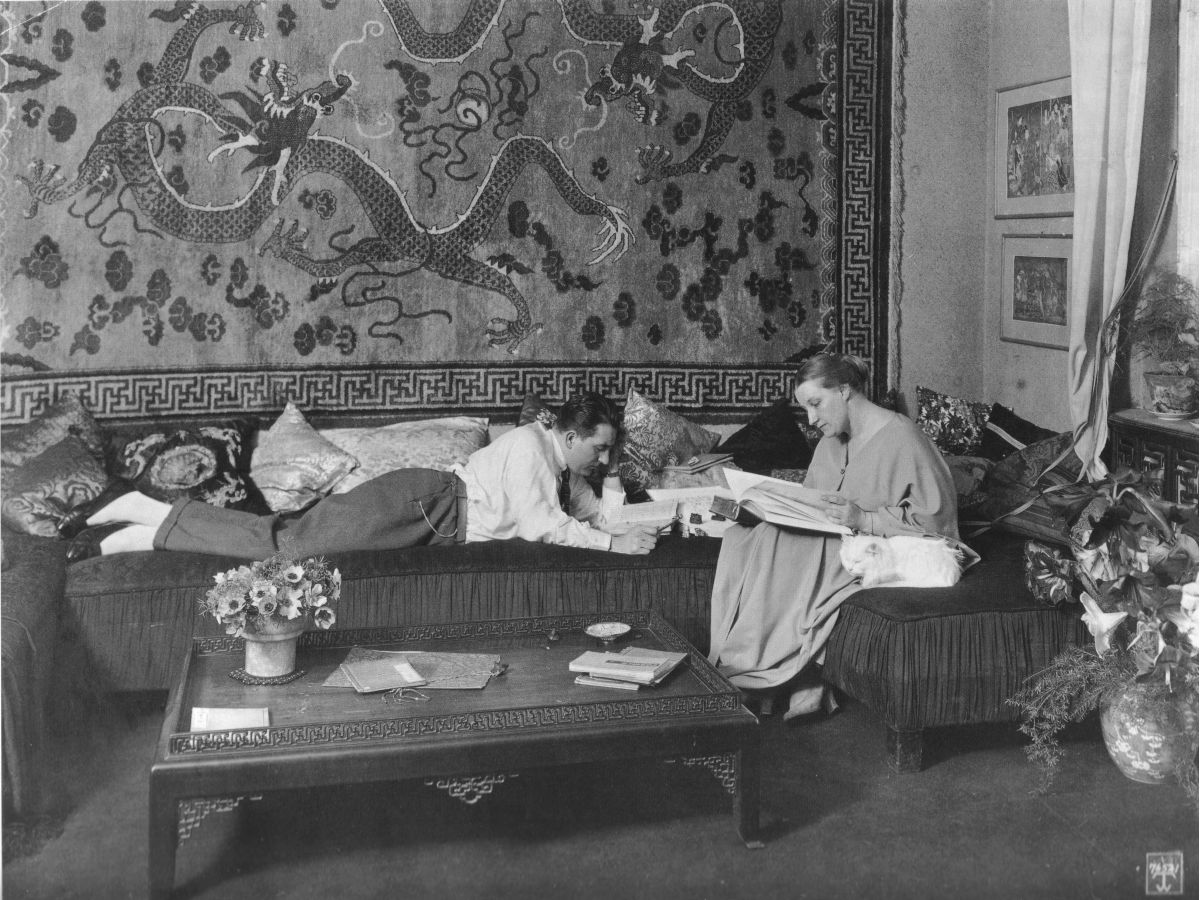
Lang a Thea von Harbou ve svém berlínském bytě při přípravě scénáře pro film Metropolis (1927)

### Emigrace
Podle Langa si ho říšský ministr propagandy Joseph Goebbels nechal zavolat do své kanceláře, aby mu oznámil, že jeho film Závěť doktora Mabuse (1933) byl zakázán, přičemž mu ovšem nabídl pozici ředitele filmového studia Ufa, čímž by se Lang stal de facto vedoucím Říšského filmového průmyslu. Jak Lang později uvedl, bylo to právě během tohoto setkání, kdy se rozhodl prchnout do Paříže. Což také prý učinil ještě téhož večera po tomto setkání s Goebbelsem. Do Paříže tedy Lang emigroval v roce 1934, čemuž předcházelo formální ukončení manželství s Theou von Harbou. Ve Francii poté stihl natočit jeden celovečerní film, než se přesunul do Spojených států.

### Hollywoodská kariéra (1936–1957)
Po příjezdu do Hollywoodu se Lang připojil ke studiu MGM, kde režíroval film Byl jsem lynčován (1936), příběh o muži, který je nespravedlivě obviněn ze zločinu a následně napaden fanatickým davem, které zapálí vězení, kde čeká na soud. Film byl dobře přijat diváky i kritiky a pomohl Langovi etablovat se v novém hollywoodském prostředí. V roce 1939 se stal americkým občanem. Během následujících 20 let natočil přes 20 celovečerních filmů, přičemž natáčel filmy různých žánrů a pracoval pro všechna velká hollywoodská studia, příležitostně také produkoval své filmy jako nezávislý. Tyto filmy, často dobovými kritiky hodnoceny nepříznivě kvůli jejich srovnávání s Langovou dřívější tvorbou, byly od té doby přehodnoceny a dnes je na ně nahlíženo jako na integrální součást vzniku a vývoje amerického žánrového filmu, obzvláště filmu noir.

### Poslední léta
Kvůli svému postupujícímu věku nenacházel již Lang dále uplatnění v Hollywoodu a tak se rozhodl navrátit do Německa, kde realizoval své poslední filmy. Svojí filmovou kariéru potom zakončil v pořadí již třetím filmem o dr. Mabusovi, nazvaný Tisíc očí doktora Mabuse (1960). Film získal veliký úspěch v Německu i po celé Evropě. Jeho producent Artur Brauner k němu během dalších čtyř let natočil 5 pokračování, které však již Lang nerežíroval. Během natáčení své labutí písně se totiž potýkal s postupující slepotou. Proto Lang svou kariéru filmového režiséra ukončil a vrátil se zpět do Ameriky, kde v poklidu dožíval. Zemřel v roce 1976 a byl pochován na Hollywoodském hřbitově v Los Angeles.

## Filmografie (výběr)
- Unavená smrt (1921)
- Doktor Mabuse, dobrodruh (1922)
- Metropolis (1927)
- Špioni (1928)
- Žena na Měsíci (1929)
- Vrah mezi námi (1931)
- Závěť doktora Mabuse (1933)
- Byl jsem lynčován (1936)
- Ministerstvo strachu (1944)
- Velký zátah (1953)